# Mora, Säters kommun
Mora (även Mora by för att undvika förväxling med Mora i Mora kommun) är en ort i Säters kommun, Dalarnas län. Orten klassades som tätort till 2015 då den ansågs sammanvuxen med Enbacka i en tätort som av SCB getts namnet Enbacka och Mora.
Mora ligger cirka 1 km söder om Gustafs kyrka, cirka 13 km sydost om Borlänge och 12 km nordväst om Säter. Orten ligger strax söder om riksväg 70.

## Ortnamnet
År 1325 skrev man i morom (i Mora). Ortnamnet har bildats av dativ pluralis av mor = "tät granskog på fuktig mark".

## Befolkningsutveckling
| Befolkningsutvecklingen i Mora 1960–2010                                               | Befolkningsutvecklingen i Mora 1960–2010 | Befolkningsutvecklingen i Mora 1960–2010 | Befolkningsutvecklingen i Mora 1960–2010 | Befolkningsutvecklingen i Mora 1960–2010 |
| -------------------------------------------------------------------------------------- | ---------------------------------------- | ---------------------------------------- | ---------------------------------------- | ---------------------------------------- |
|                                                                                        |                                          |                                          |                                          |                                          |
| År                                                                                     |                                          |                                          | Folkmängd                                | Areal (ha)                               |
| 1960                                                                                   | 1960                                     |                                          | 435                                      |                                          |
| 1965                                                                                   | 1965                                     |                                          | 541                                      |                                          |
| 1970                                                                                   | 1970                                     |                                          | 559                                      |                                          |
| 1975                                                                                   | 1975                                     |                                          | 625                                      |                                          |
| 1980                                                                                   | 1980                                     |                                          | 599                                      |                                          |
| 1990                                                                                   | 1990                                     |                                          | 862                                      | 81                                       |
| 1995                                                                                   | 1995                                     |                                          | 892                                      | 92                                       |
| 2000                                                                                   | 2000                                     |                                          | 845                                      | 92                                       |
| 2005                                                                                   | 2005                                     |                                          | 797                                      | 92                                       |
| 2010                                                                                   | 2010                                     |                                          | 817                                      | 96                                       |
| Anm.: Namnändring 1980 från Moraby till Mora. Uppgick 2015 i tätorten Enbacka och Mora |                                          |                                          |                                          |                                          |

## Näringsliv
I orten finns flera träindustrier, vilka är verksamma inom rambranschen respektive inredningsbranschen.